# Andrés Duarte
Andrés Duarte (n. Asunción, Paraguay; 5 de enero de 1996) es un futbolista paraguayo. Juega de defensa y su equipo actual es el Resistencia SC de la Primera División paraguaya.

## Trayectoria

### Inicios
Realizó las divisiones formativas en Cerro Porteño de su país. Posteriormente fue cedido a préstamo a Independiente de Campo Grande en 2016.

### Sol de América
En 2018 y por una temporada llegó a Sol de América.

### Deportivo Capiatá
En 2019 fue fichado por Deportivo Capiatá, que debutaba en la máxima categoría del fútbol paraguayo.

### San Lorenzo
En 2020 tuvo un breve paso por el Club Sportivo San Lorenzo.

### Sportivo Luqueño
Desde octubre de 2020 hasta la finalización de la temporada 2021 jugó para Sportivo Luqueño, con el club de Luque perdió la categoría en 2021.

### Macará
El 7 de enero de 2022 fue anunciado en Macará de la Serie A de Ecuador.

## Vida personal
Es hijo del exfutbolista Andrés Duarte Villamayor. Su hermano Alexis Duarte también es futbolista.

## Estadísticas
- Actualizado el 6 de junio de 2022.[1][9]

### Clubes
| Club                          | Temporada     | Liga          | Liga | Liga  | Copa | Copa  | Internacional | Internacional | Otros | Otros | Total | Total |
| Club                          | Temporada     | División      | PJ   | Goles | PJ   | Goles | PJ            | Goles         | PJ    | Goles | PJ    | Goles |
| ----------------------------- | ------------- | ------------- | ---- | ----- | ---- | ----- | ------------- | ------------- | ----- | ----- | ----- | ----- |
| Cerro Porteño Paraguay        | 2016-A        | 1.ª           | 1    | 0     | —    | —     | 0             | 0             | 0     | 0     | 1     | 0     |
| Cerro Porteño Paraguay        | Total equipo  | Total equipo  | 1    | 0     | —    | —     | 0             | 0             | 0     | 0     | 1     | 0     |
| Independiente (CG) Paraguay   | 2017-A        | 1.ª           | 10   | 0     | —    | —     | —             | —             | 0     | 0     | 10    | 0     |
| Independiente (CG) Paraguay   | 2017-C        | 1.ª           | 13   | 0     | —    | —     | —             | —             | 0     | 0     | 13    | 0     |
| Independiente (CG) Paraguay   | 2018-A        | 1.ª           | 15   | 0     | —    | —     | —             | —             | 0     | 0     | 15    | 0     |
| Independiente (CG) Paraguay   | 2018-C        | 1.ª           | 5    | 0     | —    | —     | —             | —             | 0     | 0     | 5     | 0     |
| Independiente (CG) Paraguay   | Total equipo  | Total equipo  | 43   | 0     | —    | —     | —             | —             | 0     | 0     | 43    | 0     |
| Sol de América Paraguay       | 2018-C        | 1.ª           | 5    | 0     | —    | —     | —             | —             | 0     | 0     | 5     | 0     |
| Sol de América Paraguay       | Total equipo  | Total equipo  | 5    | 0     | —    | —     | —             | —             | 0     | 0     | 5     | 0     |
| Deportivo Capiatá Paraguay    | 2019-A        | 1.ª           | 2    | 0     | 0    | 0     | —             | —             | 0     | 0     | 2     | 0     |
| Deportivo Capiatá Paraguay    | Total equipo  | Total equipo  | 2    | 0     | 0    | 0     | —             | —             | 0     | 0     | 2     | 0     |
| Sportivo San Lorenzo Paraguay | 2020-A        | 1.ª           | 9    | 0     | 0    | 0     | —             | —             | 0     | 0     | 9     | 0     |
| Sportivo San Lorenzo Paraguay | Total equipo  | Total equipo  | 9    | 0     | 0    | 0     | —             | —             | 0     | 0     | 9     | 0     |
| Sportivo Luqueño Paraguay     | 2020-C        | 1.ª           | 8    | 0     | 0    | 0     | 2             | 0             | 0     | 0     | 10    | 0     |
| Sportivo Luqueño Paraguay     | 2021-A        | 1.ª           | 4    | 0     | 0    | 0     | —             | —             | 0     | 0     | 4     | 0     |
| Sportivo Luqueño Paraguay     | 2021-C        | 1.ª           | 15   | 0     | 0    | 0     | —             | —             | 0     | 0     | 15    | 0     |
| Sportivo Luqueño Paraguay     | Total equipo  | Total equipo  | 27   | 0     | 0    | 0     | 2             | 0             | 0     | 0     | 29    | 0     |
| C. D. Macará · Ecuador        | 2022          | 1.ª           | 10   | 0     | 1    | 0     | —             | —             | 0     | 0     | 11    | 0     |
| C. D. Macará · Ecuador        | Total equipo  | Total equipo  | 10   | 0     | 1    | 0     | —             | —             | 0     | 0     | 11    | 0     |
| Total carrera                 | Total carrera | Total carrera | 97   | 0     | 1    | 0     | 2             | 0             | 0     | 0     | 100   | 0     |